# Węgliniec
Węgliniec [vɛŋ'gliɲɛʦ] (deutsch Kohlfurt) ist eine Stadt mit etwa 3000 Einwohnern an der Kleinen Tschirne im Südwesten Polens. Sie liegt 21 Kilometer nordöstlich von Görlitz und gehört dem Powiat Zgorzelecki in der Woiwodschaft Niederschlesien an. Die Stadt gehört zur Euroregion Neiße und liegt im polnischen Teil der Oberlausitz.

## Geschichte

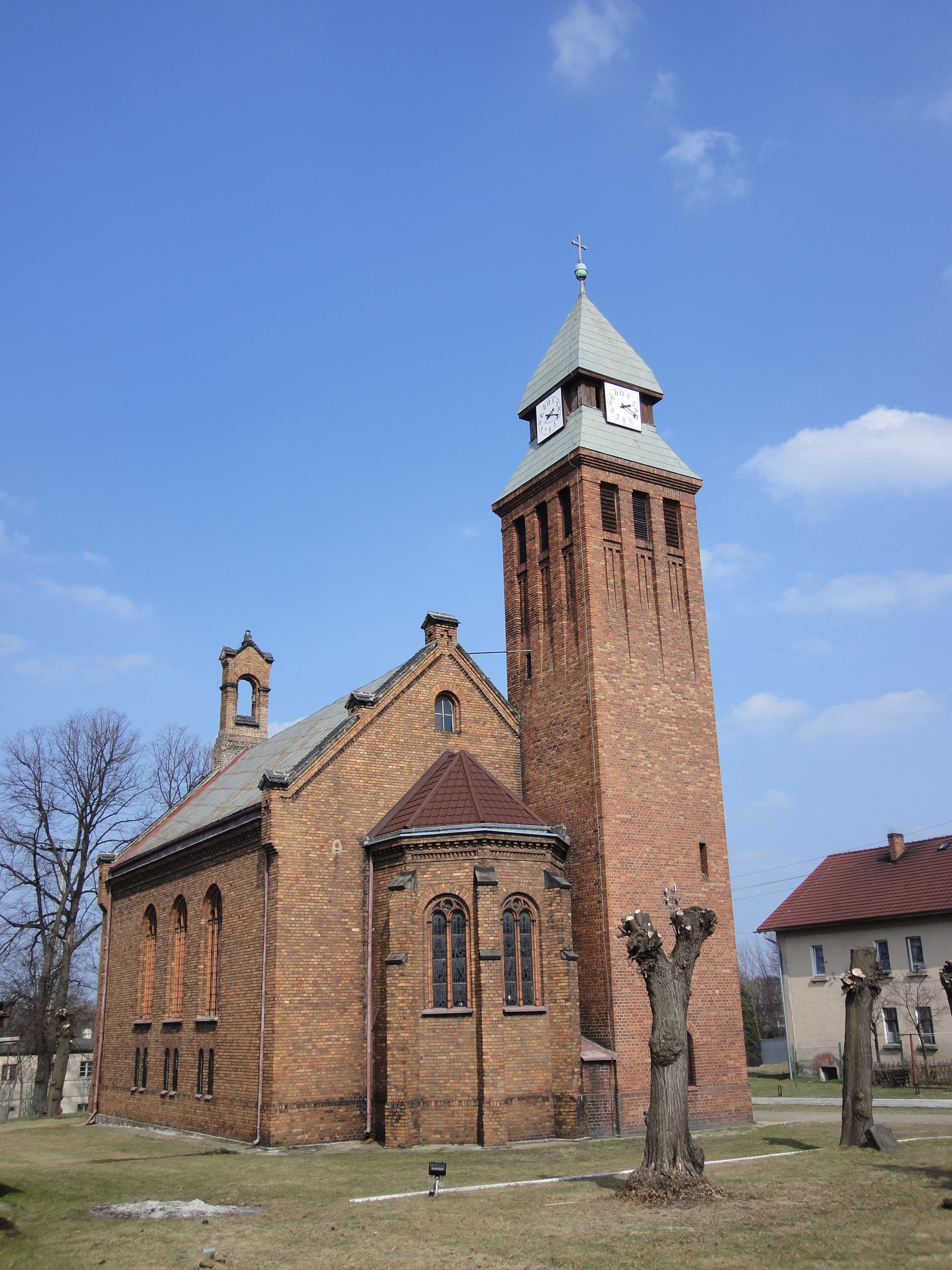
Kirche in Węgliniec

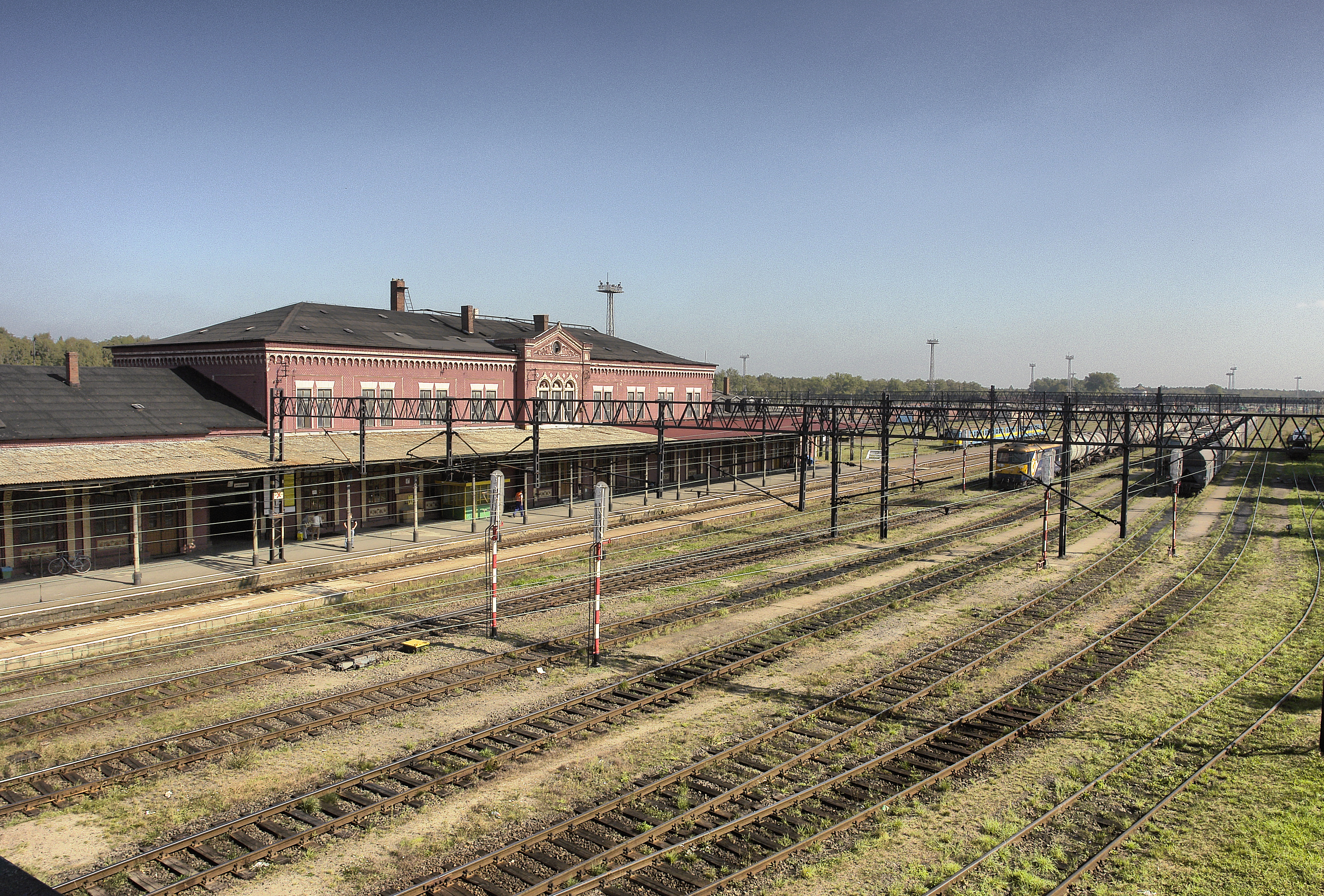
Bahnhof Węgliniec

Nachdem die Stadt Görlitz zwischen 1491 und 1499 die zuvor zu großen Teile zur Herrschaft Penzig gehörige Heide nordöstlich der Stadt in ihren Besitz gebracht hatte, ließ sie 1502 die Kleine Tschirne stauen und ein Hammerwerk errichten, um das eine Siedlung entstand. 1562 bekam der Ort eine evangelische Kapelle. 1687 wurde der Holzbau durch einen massiven ersetzt und 1735 wurde die Kirche, die bis dahin zur Pfarre Rothwasser gehörte, zur Pfarrkirche erhoben. Kohlfurt ist Teil der Oberlausitz und kam 1635 mit dieser aus der böhmischen in die sächsische Landeshoheit. Bei der Teilung des Landes im Jahre 1815 wurde der Ort preußisch und gehörte zwischen 1816 und 1945 dem Landkreis Görlitz und damit der preußischen Provinz Schlesien an.
In der zweiten Hälfte des 19. Jahrhunderts entwickelte sich das zuvor unbedeutende Kohlfurt zu einem wichtigen Eisenbahnknoten. Von der 1846 eingeweihten Strecke Berlin–Breslau entstanden in Kohlfurt mehrere überregionale Zweigstrecken. 1847 war es die Bahn nach Görlitz, 1865 nach Lauban, 1874 nach Hoyerswerda und 1913 die Nebenstrecke nach Rothwasser. Am Bahnhof Kohlfurt, der sich zwei Kilometer südöstlich des Dorfes befand, wurde eine Eisenbahnersiedlung errichtet, in der 1878 auch eine Kirche eingeweiht wurde. Der Name Kohlfurt wurde später auf diese Siedlung übertragen, die zunächst der Oberförsterei angehörte, während das Dorf als Alt Kohlfurt bezeichnet wurde.
1905 nahm die Stadt Görlitz am Glaserberg (228 m) in der Görlitzer Kommunalheide bei dem fünf Kilometer südwestlich von Kohlfurt gelegenen Dorf Nieder Langenau (Dłużyna Dolna) ein Braunkohlebergwerk auf, das 1905 um eine Brikettfabrik erweitert wurde. Die Grube Stadt Görlitz baute zunächst im Tiefbau ab und war vom Bahnhof mit einer schmalspurigen Grubenanschlussbahn verbunden. Auf der nahegelegenen Eisenbahnstrecke Kohlfurt–Hoyerswerda–Falkenberg/Elster wurde am 20. Februar 1908 beim km 6,5 der Haltepunkt Glaserberg in Betrieb genommen. 1911 entstand neben dem Haltepunkt ein Braunkohlekraftwerk. Für die Belegschaft wurden 1912 ein Beamtenwohnhaus, Wohnhäuser für die Familien von 30 Arbeitern und eine Schule errichtet. Weitere Nebenanlagen, wie ein Sägewerk, entstanden nach dem Ersten Weltkrieg. 1917 wurde das Bergwerk vergrößert und der Tagebaubetrieb aufgenommen. Zwischen dem Kraftwerk und dem Tagebau wurde ein normalspuriges Anschlussgleis angelegt.
In den Kämpfen zum Ende des Zweiten Weltkrieges wurden die Bergwerks- und Bahnhofsanlagen beschädigt. Nach dem Krieg kam der Ort als Węgliniec unter polnische Verwaltung. Die kleinen Orte in der Heide links und rechts der Kleinen Tschirne wurden eingemeindet, dadurch vergrößerte sich das Gemeindegebiet von 13 auf 76,4 Quadratkilometer. Der Eisenbahnknotenpunkt spielte 1946/47 bei der Vertreibung der deutschen Bevölkerung eine zentrale Rolle. Durch die polnische Verwaltung erhielt der Ort zunächst den Namen Kaławsk, ebenso die dortige britische Militärmission (bis 1946). Węgliniec erhielt 1954 den Status einer stadtartigen Siedlung und bekam 1967 Stadtrecht.

## Einwohnerentwicklung
- 1825: 0.608
- 1885: 1891 (Dorf: 1166, Oberförsterei einschließlich Bahnhof und Eisenbahnersiedlung: 724)
- 1905: 2332 (Dorf und Bahnhof jeweils 1166)
- 1939: 2741
- 2007: 3043[3]

## Gmina
Die Stadt- und Landgemeinde (gmina miejsko-wiejska) Węgliniec umfasst die Ortschaften:
- Czerwona Woda (Rothwasser)
- Dębówek (Königsberghäuser)
- Jagodzin (Neuhammer an der Tschirne)
- Kościelna Wieś (Steinkirchen)
- Okrąglica (Schnellförtel)
- Piaseczna (Schönberg)
- Polana (Brand)
- Ruszów (Rauscha)
- Stary Węgliniec (Alt Kohlfurt)
- Węgliniec (Kohlfurt)
- Zielonka (Grube Stadt Görlitz)

## Partnerstädte
- Rothenburg/Oberlausitz, Deutschland
- Hå, Norwegen
- Horka, Deutschland
- Hodkovice nad Mohelkou, Tschechien

## Persönlichkeiten
- Kurt Täger (1879–1946), Bürgermeister in Wilhelmshaven, Oberbürgermeister in Herne
- Ernst Hornig (1894–1976), Bischof der Evangelischen Kirche in Schlesien
- Herbert Mann (1896–1977), Polizeibeamter
- Ingeborg Wagner (* 1934 in Kohlfurt), Psychologin, Hochschullehrerin und Spezialistin für Aufmerksamkeitsforschung[4]